# Лесной лемминг
Лесной лемминг (Myopus schisticolor) — единственный вид рода лесных леммингов подсемейства полёвковых.

## Внешний вид
Мелкий грызун: длина тела до 8—13 см. Внешне лесной лемминг сильно напоминает лесных полёвок, отличаясь меньшими размерами тела и очень коротким хвостом (12—19,7 мм). Вес взрослых самцов — 20—38 г, самок 20—45 г. От настоящих леммингов отличается окраской: на сером или черновато-сером фоне спины имеется пятно ржаво-коричневого меха. У некоторых особей в северном Зауралье и Сибири это пятно распространяется до верхней части спины и даже затылка. Мех на брюхе слегка светлее спины. Волосяной покров на спине имеет характерный металлический отлив. Сосков 4 пары. Сезонный и половой диморфизм выражены довольно слабо.
В кариотипе лесного лемминга 32—34 хромосомы; часть самок имеет самцовый набор половых хромосом XY. Эти самки несут в X-хромосоме мутацию, которая индуцирует развитие особей с мужским кариотипом по женскому пути. В популяциях лесного лемминга обычно всего 20 % самцов. Поскольку один самец может спариться с несколькими самками, увеличение плодовитости у этих грызунов идёт за счёт увеличения числа самок.

## Распространение
Распространён в таёжной зоне Евразии от Норвегии до низовьев Колымы. Северная граница ареала по предгорьям Скандинавских гор идёт до Лапландии, оз. Имандра, Кандалакшской губы и по побережью Белого моря до Архангельска; затем поворачивает на юг к верховьям рр. Северная Двина и Печора, идёт до низовий Енисея, через верховья р. Анабар выходит к северной части Верхоянского хребта; проходит по низовьям рр. Яна, Индигирка, Колыма. Восточная граница ареала неясна; изолированно водится на Камчатке. Южная граница ареала начинается севернее Осло, проходит через Южную Финляндию до северо-восточного побережья Онежского озера, через Вологодскую, Костромскую, центр Пермской, север Свердловской областей, устье Иртыша, север Новосибирской области до Алтая, Восточного Танну-Ола (Тува), Саян, затем по р. Джида уходит в Монголию и следует через хребты Большой и Малый Хинган на Корейский полуостров. Изолированные популяции имеются в горах Южного Урала, на Сахалине, в Приморье, в Северной Японии. Отдельные находки лесного лемминга случались в Псковской, Новгородской, Тверской, Нижегородской областях, а также в северной части Кировской области.

## Образ жизни
Лесной лемминг — стенобионт; он обитает только в лесах с обильным моховым покровом, причём остальные факторы (сомкнутость и состав древостоя, освещённость, наличие подлеска и т. п.) не имеют для него существенного значения. Населяет еловые, пихтовые, кедровые, лиственничные и смешанные хвойные леса. Северная граница его ареала совпадает с границей распространения лесов; по речным долинам проникает в кустарничковую тундру (бассейн Колымы). На юге ограничен распространением хвойных лесов. В Западной Сибири и Забайкалье проникает в лесостепь, встречаясь по берёзовым колкам и «островам» ельника-зеленомошника. В горах поднимается до горной тундры и гольцовой зоны (Алтай). На Дальнем Востоке обычен во всех типах лиственничных лесов с хорошо развитым моховым или брусничным покровом, на севере проникая в подзону кустарничковой тундры, на юге — в подзону кедрово-широколиственных лесов Сихотэ-Алиня.

### Питание
Лесной лемминг — специализированный бриофаг. Основную часть его рациона составляют печёночные, бриевые и сфагновые мхи. В меньшей степени в кормовой рацион входят лишайники, хвощи; травянистые растения почти не ест. Как приспособление к малокалорийному корму у лесного лемминга сильно развит толстый отдел кишечника и увеличена относительная длина кишечника. Лемминг кормится как на поверхности мохового покрова, так и под ним. Обычно питается неподалёку от гнезда в одном и том же месте; в результате полностью выгрызает верхние слои моховой подстилки на площадках в 1—1,5 м2, создавая характерные «плешины». Воду пьёт редко, 1—2 раза в сутки. Ежесуточное потребление мхов одним леммингом составляет 5—6 г сухого веса. В Финляндии лемминги по осени складывают под камнями, упавшими деревьями и в других защищённых от непогоды местах кучки мха, которые поедают зимой.
Активность лесного лемминга многофазная с преобладанием ночной: в течение суток насчитывается 5—6 фаз активности по 90—120 мин каждая. Днём лемминг преимущественно кормится, двигательная активность минимальна. В подушках зелёного мха лемминги прокладывают сети ходов, продолжающихся на поверхности характерными тропинками, которые ведут к местам кормёжек. Ходы проходят в толще мха на глубине 10—20 см, распространяясь от гнезда на 5—10 м. Гнёзда устраиваются под корнями деревьев или кустарников, в трухлявых пнях, в моховых кочках или среди замшелых камней. Материалом для гнезда служит сухая трава, мох, хвощи. Несмотря на хорошо развитую систему ходов, лемминги часто появляются на поверхности. Личный участок занимает: у самок 285 м2, у самцов — до 2144 м2 (южная Норвегия). Лесные лемминги одиночны и не образуют семейных пар, однако не агрессивны.

## Размножение
Самка приносит 2—3 помёта в год. Сезон размножения продолжается с начала мая по август-сентябрь. Известны случаи подснежного размножения (Скандинавия). Беременность длится 20—22 дней; в выводке 2—9 детёнышей. Новорожденные слепые, весят около 1,9—2,3 г. Прозревают на 11—12 день, начинают выходить из гнезда в возрасте 12—14 дней, к самостоятельной жизни переходят на 20 день. Самки становятся половозрелыми на 22—60 день, самцы — после 60 дня. Часть прибылых зверьков ранних выводков (15—20 %) уже в конце июля может участвовать в размножении; однако большинство размножается лишь весной следующего года. Самки снова спариваются через 3—4 дня после родов.

## Природоохранный статус и численность
Широко распространённый, но малочисленный и местами очень редкий вид. Характерны резкие асинхронные вспышки, когда численность леммингов увеличивается в десятки раз. В европейской части ареала периодичность вспышек составляет порядка 10—11 лет, на севере Якутии — 4—5 лет. В Европейской части России подъёмы численности отмечались в 1952, 1956, 1984 гг. В годы подъёма происходят массовые переселения леммингов, переходящие в миграции; лемминги появляются практически во всех биотопах, включая населённые пункты, становятся основным источником пищи для хищников. Начало миграции леммингов приходится на середину июля. Последующие депрессии численности более глубокие и длительные, чем у сибирского лемминга.
Лесной лемминг — природный носитель возбудителя туляремии и, вероятно, весенне-летнего клещевого энцефалита. Продолжительность жизни в природе 1—1,5 года. В неволе живут до 2 лет.